# 忘不了您
《忘不了您》是香港歌手譚詠麟發行的第三張粵語專輯。 這張專輯深受歡迎，取得四白金的優異成績，為譚詠麟贏得了多項榮譽，獲得1981-1982年度第六屆香港金唱片頒獎典禮最佳唱片獎。《想將來》獲得了香港電台的十大中文金曲；《天邊一隻雁》獲得十大勁歌金曲獎。《忘不了您》獲得第三屆商業電台歌曲獎。這張專輯不僅奠定了譚詠麟香港樂壇一線歌手的地位，亦在1999年入選了寶麗金《20世紀最強中文大碟》20強之一，譚詠麟共有四張大碟入選20強專輯，入選數量是眾歌手之冠，其餘三張大碟分別為《愛情陷阱》，《愛的根源》及《霧之戀》。

## 介紹
專輯當中改编Air Supply名曲《All out of love》的《小風波》已成為譚詠麟的經典情歌之一；雖然專輯仍以改编英文歌曲為主，但點題作品《忘不了您》卻是改编日本女歌手五輪真弓的（戀人啊）。這首歌的重要性就是令香港樂迷開始認識日本流行音樂，並掀起了香港樂壇對日本流行曲的改编潮。其他歌曲如《想將來》、《天邊一隻雁》、《尋樂真啱數》、《愛上您》都是十分動聽的作品。另外林敏驄在該專輯正式出道，寫了《想將來》、《情兩牽》和《忘不了您》三首歌，為自己的事業打響頭炮。

## 曲目
所有歌曲均由關維麟監製。
|     | 歌名         | 作曲                         | 填詞   | 原曲                                                        |
| --- | ------------ | ---------------------------- | ------ | ----------------------------------------------------------- |
| 1.  | 想將來       | 欣逸                         | 林敏驄 | 國語版為《尋找》                                            |
| 2.  | 天邊一隻雁   | 歷風                         | 黎彼得 |                                                             |
| 3.  | 山野閒情     | 泰迪羅賓                     | 鄭國江 |                                                             |
| 4.  | 情兩牽       | Carol Connors /Dick Halligan | 林敏驄 | "England Dan & John Ford Coley": "Just Tell Me You Love Me" |
| 5.  | 我心喜歡你   | 唐·麥克林                    | 鄭國江 | Don McLean: "And I Love You So"                             |
| 6.  | 尋樂真啱數   | 卡洛爾·金 / Gerry Goffin     | 黎彼得 | Carole King: "Locomotion"                                   |
| 7.  | 忘不了您     | 五輪真弓                     | 林敏驄 | 五輪真弓: "恋人よ" 同曲異詞有蔡楓華的《戀人》               |
| 8.  | 愛上您       | 馮添枝                       | 黎彼得 |                                                             |
| 9.  | 不必伸手給我 | 陳秋霞                       | 鄭國江 |                                                             |
| 10. | 愛意怎擋     | 歷風                         | 鄭國江 |                                                             |
| 11. | 小風波       | Clive Davis / Graham Russell | 鄭國江 | "Air Supply": "All Out of Love"                             |

1. ↑  「歷風」即Ricky Fung 馮添枝
2. ↑  同曲：蔡楓華－戀人

## 獎項
- 1981年度十大中文金曲頒獎典禮

- 「十大中文金曲」：《想將來》

- 第三屆商業電台中文歌曲擂台獎

- 歌曲獎：《忘不了您》

- 1982年度香港金唱片頒獎典禮

- 「白金唱片」：《忘不了您》
- 最佳唱片獎 : 《忘不了您》

## 軼聞
《天邊一隻雁》的作曲者歷風（馮添枝）曾在訪問中透露，該曲並非公司主力宣傳專輯主打歌，但後來得知該曲在廣州大受歡迎，讓他感到驚喜，因而視為自己最有滿足感之作。